# České ligy ledního hokeje žen 2019/2020
Ligu ženského hokeje v sezóně 2019/2020 hrálo 20 českých týmů a ve 2. lize i jeden německý (ESC Jonsdorf). Systém soutěže zůstal shodný se ročníkem 2018/2019. Hrálo se ve 4 skupinách, rozdělených do 3 výkonnostních stupňů. Nejvyšší skupinou byla extraliga, která měla 4 účastníky hrající o titul mistra republiky. Druhá výkonnostní soutěž byla 1. liga, ve které byly rozděleny týmy do dvou oblastních skupin (česká A skupina 6 týmů a moravská B skupina 6 týmů). Třetí výkonnostní soutěž byla 2. liga, kde hrálo 5 týmů. 
O titul Mistra České republiky hrály na tři vítězná utkání týmy umístěné na prvním a druhém místě v extralize žen. Poslední tým extraligy a první tým z 1. ligy skupiny A a B hrál baráž o postup a sestup mezi soutěžemi jednokolově každý s každým. O udržení/o postup hrál také poslední tým 1. ligy skupiny A s prvním týmem 2. ligy na dvě vítězná utkání.
Finále extraligy žen a baráž o extraligu bylo předčasně ukončeno z důvodu protiepidemických opatření (Covid-19).
Titul mistra republiky v ledním hokeji žen pro sezónu 2019/2020 obhájila HC Příbram.  Sérii o postup do 1. ligy skupiny A pro sezónu 2020/2021 vyhrál tým HC Jičín. Do 2. ligy žen naopak sestoupil tým HC Děčín.

## Extraliga žen
V extralize žen hrály 4 týmy čtyřkolově každý s každým. Každý tým odehrál 12 zápasů v základní části. Potom hrály první dva týmy finále o titul mistra ligy a poslední tým hrál baráž s vítězi obou skupin 1. ligy o setrvání v extralize. 
| P  | Tým             | Z  | V  | VP | PP | P  | Skóre | B  |
| -- | --------------- | -- | -- | -- | -- | -- | ----- | -- |
| 1. | HC Příbram      | 12 | 12 | 0  | 0  | 0  | 82:11 | 36 |
| 2. | HC Býci Karviná | 12 | 8  | 0  | 0  | 4  | 50:31 | 24 |
| 3. | HC 2001 Kladno  | 12 | 3  | 0  | 0  | 9  | 33:58 | 9  |
| 4. | HC Litvínov     | 12 | 1  | 0  | 0  | 11 | 27:92 | 3  |

#### Finále
HC Příbram - HC Býci Karviná 2:0 na zápasy (další zápasy byly zrušeny z důvodu protiepidemických opatření - Covid-19)
- HC Příbram - HC Býci Karviná 6:1 (1:0,3:1,2:0)

- HC Příbram - HC Býci Karviná 5:2 (3:1,1:0,1:1)

- HC Býci Karviná - HC Příbram zrušeno (Covid-19)

#### Baráž o extraligu
| P  | Tým                     | Z | V | VP | PP | P | Skóre | B |
| -- | ----------------------- | - | - | -- | -- | - | ----- | - |
| 1. | HC Litvínov             | 1 | 1 | 0  | 0  | 0 | 6:5   | 3 |
| 2. | Hokejový klub Opava     | 0 | 0 | 0  | 0  | 0 | 0:0   | 0 |
| 3. | HC Energie Karlovy Vary | 1 | 0 | 0  | 0  | 1 | 5:6   | 0 |

Některé zápasy byly zrušeny z důvodu protiepidemických opatření (Covid-19).

## 1. liga žen skupina A
V 1. lize žen ve skupině A hrálo 6 týmů systémem každý s každým čtyřikrát doma a čtyřikrát venku. Každý tým odehrál 20 zápasů v základní části. Vítěz postoupil do baráže o extraligu a poslední tým hrál baráž s vítězem druhé ligy o setrvání v 1. lize.
| P  | Tým                                | Z  | V  | VP | PP | P  | Skóre  | B  |
| -- | ---------------------------------- | -- | -- | -- | -- | -- | ------ | -- |
| 1. | HC Energie Karlovy Vary            | 20 | 16 | 2  | 0  | 2  | 136:63 | 52 |
| 2. | HC TJ Tesla Centralplast Pardubice | 20 | 16 | 1  | 0  | 3  | 111:60 | 50 |
| 3. | HC Berounské Lvice                 | 21 | 13 | 0  | 2  | 6  | 129:86 | 41 |
| 4. | HC Roudnice nad Labem              | 20 | 6  | 1  | 1  | 12 | 70:95  | 21 |
| 5. | TJ Bílí Tygři Liberec              | 20 | 4  | 0  | 0  | 16 | 47:132 | 12 |
| 6. | HC Děčín                           | 21 | 2  | 0  | 1  | 18 | 83:140 | 7  |

#### Baráž o 1. ligu
HC Jičín vyhrál 2:0 na zápasy
- HC Děčín - HC Jičín 5:8 (3:1,0:4,2:3)

- HC Jičín - HC Děčín 7:4 (3:2,0:0,4:2)

## 1. liga žen skupina B
V 1.lize žen ve skupině B hrálo 6 týmů systémem každý s každým dvakrát doma a dvakrát venku. Každý tým odehrál 20 zápasů v základní části. Vítěz postoupil do baráže o extraligu.
| P  | Tým                 | Z  | V  | VP | PP | P  | Skóre  | B  |
| -- | ------------------- | -- | -- | -- | -- | -- | ------ | -- |
| 1. | Hokejový klub Opava | 20 | 15 | 2  | 0  | 3  | 118:47 | 49 |
| 2. | HC Lvi Břeclav      | 20 | 14 | 1  | 0  | 5  | 123:83 | 44 |
| 3. | HK Vsetín           | 20 | 14 | 0  | 1  | 5  | 154:48 | 43 |
| 4. | HC Uničov           | 20 | 8  | 0  | 0  | 12 | 82:119 | 24 |
| 5. | WHC Valkyries Brno  | 20 | 4  | 0  | 2  | 14 | 45:109 | 14 |
| 6. | HC Cherokees        | 20 | 1  | 1  | 1  | 17 | 36:152 | 6  |

## 2. liga žen
V 2. lize žen hrálo 5 týmů systémem každý s každým dvakrát doma a dvakrát venku. Každý tým odehrál 16 zápasů v základní části. Vítěz postoupil do baráže o 1. ligu.
| P  | Tým            | Z  | V  | VP | PP | P  | Skóre  | B  |
| -- | -------------- | -- | -- | -- | -- | -- | ------ | -- |
| 1. | HC Jičín       | 16 | 13 | 1  | 2  | 0  | 115:38 | 43 |
| 2. | HC ESA         | 16 | 8  | 3  | 1  | 4  | 116:42 | 31 |
| 3. | HC Kobra Praha | 16 | 8  | 0  | 1  | 7  | 79:52  | 25 |
| 4. | ESC Jonsdorf   | 16 | 5  | 2  | 2  | 7  | 117:73 | 21 |
| 5. | HC Lovosice    | 16 | 0  | 0  | 0  | 10 | 11:233 | 0  |